# Ancelmo Gois
Ancelmo de Rezende Gois (Frei Paulo, 15 de setembro de 1948) é um jornalista e colunista brasileiro.

## Carreira
Formado em jornalismo pela Faculdades Integradas Hélio Alonso, ainda criança foi para Aracaju. Participou do movimento estudantil e trabalhou na Gazeta de Sergipe, ligado a época ao Partido Socialista Brasileiro. Pelo Partido Republicano, chegou a ser vereador em Frei Paulo.
Em 1968, tornou-se membro do Partido Comunista Brasileiro (PCB). Gois teve passagem em revistas do grupo Abril, como a Veja e a Exame.
Durante muitos anos assinou o Informe JB, no Jornal do Brasil, no Rio de Janeiro. Mantém uma coluna diária no jornal O Globo, um dos principais do país, vendido no Rio de Janeiro. Em sua coluna, Ancelmo fala sobre assuntos diversos do Rio de Janeiro e do Brasil, através de notas curtas que ocupam meia página do noticioso diário. Durante anos escreveu coluna semelhante na revista Veja. Comumente dá furos sobre o mercado financeiro e imobiliário, além de noticiar fatos culturais e eventos artísticos e também aqueles que são parte do modo de ser do carioca.
Ancelmo também participa como o principal júri do carnaval do Rio de Janeiro e São Paulo no programa Caldeirão do Huck, da TV Globo.
Em 2024, foi vítima de uma fake news, a qual atribuía erroneamente à sua autoria um texto, intitulado "Máfia Carioca", sobre o então prefeito do Rio de Janeiro, Eduardo Paes, no qual ele foi retratado como “o maior mafioso da história do Rio de Janeiro”.

## Biografia
Na década de 1960, antes de ingressar na grande imprensa, Gois militou no Partido Comunista Brasileiro. Após a edição do AI-5, Gois foi preso. Ao sair da prisão, recebeu um convite e passou um período estudando na antiga URSS. Sobre esta experiência, declarou:
"(...) Quando aconteceu o golpe militar, eu era secundarista e comecei a participar do grêmio do colégio, que já foi presidido, no       passado, pelo Joel Silveira, que também é sergipano. Nós fizemos greves e passeatas contra a ditadura, quando então, em dezembro de 1968, veio o AI-5 e eu acabei sendo preso.
ABI Online — Para onde você foi levado?  — Para o 28º Batalhão de Caçadores, uma unidade do Exército em Sergipe. Mas nunca fui torturado ou molestado fisicamente, inclusive fiquei pouco tempo detido, para os padrões da época. (....)  como eu já militava no Partido Comunista Brasileiro e no movimento estudantil, no período da prisão eu fortaleci as minhas convicções socialistas. A ponto de na minha saída da prisão, o partido de maneira irresponsável, mas que para mim foi a glória, me ofereceu para estudar na antiga União Soviética. (...)
ABI Online — Como era sua vida na Rússia? Eu vivi por algum tempo com o nome falso de Ivan Nogueira. Porque estávamos na ditadura militar e a gente só conseguia ir para a Rússia, protegido pela KGB. Foi este órgão que me deu uma identidade falsa, com retrato, e me transformou numa outra pessoa. Em seguida, eu fui para uma escola comunista para jovens, a Escola de Formação de Jovens Quadros, Komsomol, do Partido Comunista da União Soviética, onde eu estudei sobre o marxismo e o leninismo. 
(...) Em 1970, eu voltei para o Brasil e vim para o Rio de Janeiro. Eu entrei no País pela Argentina, e a KGB inventou que eu estava na França. Toda a minha documentação sobre dia e horário da minha entrada naquele país foi falsificada, o que fazia parecer que eu tinha morado na França e não na União Soviética.
Cerca de um ano depois, voltou para o Brasil, passando a residir no Rio de Janeiro. Ao voltar, sua perspectiva era trabalhar para o Partido Comunista. O período, no entanto, era desfavorável. Muitas perseguições e mortes fizeram com que o partido que o sustentava ficasse sem dinheiro.  Passou a viver de favor na casa de Luiz Paulo Machado, seu colega de escola em Konsomol. Sem dinheiro e precisando de um emprego, contou com a ajuda de Oscar Maurício de Lima Azêdo, camarada de partido e influente na imprensa carioca. Através dele, conseguiu contato e foi trabalhar como freelancer nas revistas especializadas da Editora Abril. O entusiasmo com que escrevia suas matérias fez com que editassem uma coluna nas primeiras páginas das revistas, chamada Negócios em Exame, que foi o primeiro esboço da revista Exame, criada em seguida e onde Gois também trabalhou. 
Foi subeditor de Economia da revista Veja, além de colaborar com a coluna Radar, de Élio Gaspari. Convidado por Marcos Sá Correa, trocou a revista para fazer o Informe JB, no Jornal do Brasil. Ele costuma dizer que é jornalista por causa do JB, já que a Gazeta de Sergipe, na qual começou, se inspirava claramente nessa publicação. O JB, para Gois, era o veículo de seus sonhos e foi onde permaneceu por seis anos.
Em seguida, foi chefe do escritório da revista Veja no Rio de Janeiro, função que acumulava com a coluna Radar. Posteriormente, Gois trocou a Veja pelo site jornalístico Notícias de Opinião, novamente a convite de Marcos Sá Correa. Era o início do Jornalismo na Internet e os salários eram bastante elevados. Saiu do Notícias de Opinião, para substituir Ricardo Boechat como colunista do jornal O Globo em 2001. A partir de 2008 passou a apresentar, o programa De lá pra cá na TV Brasil, ao lado de Vera Barroso. Ficou no programa até 2013.
Entre os prêmios que recebeu, destacam-se o Abril de Jornalismo 1985, na categoria Atualidades/Reportagem Geral, o Imprensa Embratel 2003, na categoria Jornal e Revista (com Alan Gripp, Dimmi Amora e equipe do jornal O Globo, pela série de reportagens No rastro das propinas – O caso do propinoduto) e quatro Comunique-se: em 2004, 2006 (ambos como Colunista de Notícia), 2010 (como Colunista Social) e 2012 (Melhor Blog). Foi escolhido em 2014 entre ‘Os cem mais admirados jornalistas brasileiros – Top 50’, realizado pelo Jornalistas&Cia e Maxpress. Indicado entre os três finalistas do Prêmio Comunique-se pelo trabalho desenvolvido no jornal O Globo, na categoria Colunista/ Notícia. É a quinta vez que é escolhido pelo Prêmio Comunique-se.
Em 2015 voltou a ser eleito no '+ admirados jornalistas brasileiros' com 4.085 pontos classificando-se em 19º lugar e é o 4º colocado entre os mais admirados da Regional Sudeste. A eleição é realizada por J&Cia em parceria com a Maxpress.

Em maio de 2000 recebeu a Ordem de Rio Branco, outorgada pelo então presidente Fernando Henrique Cardoso. Em 2005, deu aulas de Comunicação Corporativa na Fundação Getúlio Vargas (FGV/RJ).